# 廷伯萊克 (新墨西哥州)
廷伯萊克（英語：Timber Lake）是位於美國新墨西哥州錫沃拉縣及麥金萊縣的普查規定居民點。

## 人口
根據2020年美國人口普查的數據，廷伯萊克的面積為41.40平方千米，皆為陸地。當地共有人口121人，而人口密度為每平方千米2.92人。